# Lakewood Church

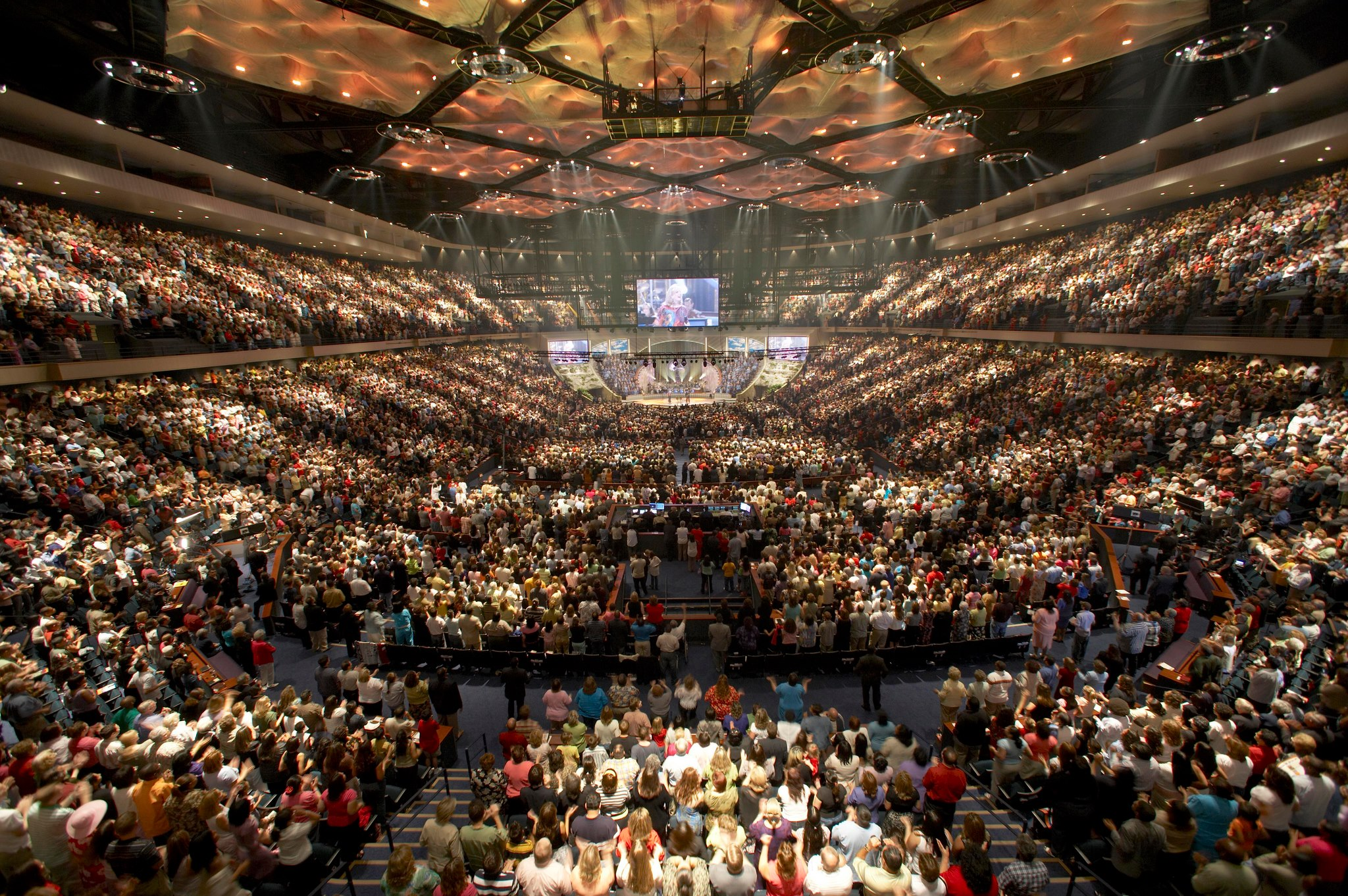
Interno della chiesa

La Lakewood Church è una megachurch protestante situata a Houston, in Texas. Ha sede presso il Lakewood Church Central Campus. È la più grande congregazione degli Stati Uniti, con più di 45.000 fedeli. Il Pastore della comunità è il reverendo Joel Osteen ed i 16.800 posti del Lakewood Church Central Campus sono utilizzati per 4 funzioni alla settimana in inglese e in spagnolo.

## Storia
La Lakewood Church è stata fondata da John Osteen e dalla sua seconda moglie, Dodie, nel 1959, all'interno di un negozio di mangimi abbandonato nel nord-est di Houston. In precedenza, John Osteen era stato un Battista del Sud, tuttavia, dopo aver sperimentato il battesimo nello Spirito Santo, si ritirò dalla sua borsa di studio e fondò la Baptist Lakewood Church.
Fin dall'inizio, è stata una chiesa non-denominazionale. Nel 1979, contava 5000 membri, diventando importante tra pentecostali e carismatici. John e Dodie hanno creato un programma televisivo settimanale Lakewood, che trasmetteva e trasmettere ancora oggi i sermoni domenicali in più di 100 Stati del mondo. Alla morte di John Osteen, nel 1999, dopo un attacco di cuore, suo figlio, Joel, prese il posto del padre.
Sotto la guida di Joel, il numero di fedeli è più che quintuplicato. La partecipazione domenicale era di 30000 persone. Ciò ha richiesto il trasferimento della comunità ad un impianto più grande. Di conseguenza nel 2003, la chiesa ha firmato un contratto a lungo termine con la città di Houston per acquisire il Compaq Center, ex arena sportiva. Prima di essere acquisita, l'arena ospitava gli incontri casalinghi degli Houston Rockets, degli Houston Aeros e degli Houston Comets.
Così dal 16 luglio 2005, la congregazione si è spostata dal suo vecchio edificio nel nord-est di Houston nell'odierno edificio, con 16.800 posti a sedere, a sud ovest dal centro di Houston lungo la US Highway 59, con il doppio della capacità di posti del precedente edificio. La chiesa fu tenuta a pagare 11,8 milioni di dollari di affitto in anticipo per i primi 30 anni di contratto di locazione. La ristrutturazione dell'arena costerà 75 milioni di dollari.
Il 31 marzo 2010 il Consiglio Comunale di Houston ha votato a favore della vendita dell'arena alla Lakewood Church per $7,5 milioni di dollari.
Nel 2011 Oprah Winfrey, Tyler Perry e Bill Clinton hanno visitato la congregazione.

## Televisione
I culti domenicali della chiesa sono in onda su Trinity Broadcasting Network, sulla Televisione Cristiana in Italia e Daystar Television Network, tre canali televisivi evangelici, così come sui principali canali televisivi statunitensi, tra cui Fox Network, ABC Family e USA Network.
Nel 2007, è stato riferito che la congregazione spende quasi $30 milioni ogni anno per i servizi televisivi.
I sermoni di Osteen sono trasmessi in più di 100 paesi, con una stima di 7 milioni di telespettatori ogni settimana.

## Ministero ispanico

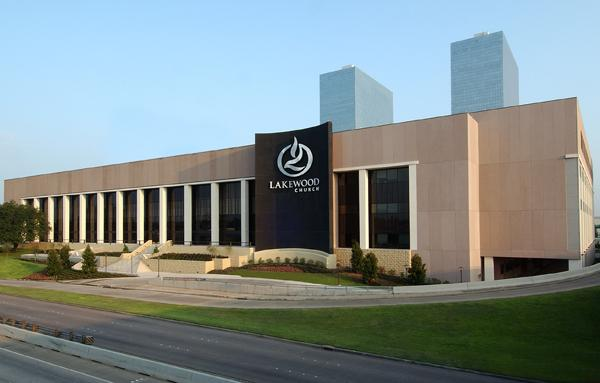

Nel 2002, Lakewood ha iniziato i culti in spagnolo, guidati dal pastore ispanico Marcos Witt e da sua moglie, Miriam.
Lakewood garantisce due servizi settimanali in spagnolo, tradotti anche in inglese. La frequenza settimanale ai sermoni ispanici è di 6000 fedeli ad ogni culto.